# Loja (Ecuador)
Loja, auch Inmaculada Concepción de Loja, ist eine Stadt und ein Municipio am südlichen Ende der Cordillera Real in Ecuador. Bis zur peruanischen Grenze sind es 108 km. Im urbanen Bereich von Loja lebten beim Zensus 2010 170.280 Einwohner. Loja ist die Hauptstadt der gleichnamigen Provinz sowie Verwaltungssitz des gleichnamigen Kantons. Die Höhe von ca. 2380 m Höhe im Andenhochland verleiht dem Ort ein ganzjährig mildes Klima.
Loja liegt an der Panamericana zwischen Cuenca im Norden und der Grenze zu Peru im Süden, beides etwa fünf Busstunden von Loja entfernt.

## Geschichte
Loja wurde ursprünglich 1546 auf Befehl Gonzalo Pizzaros unter dem Namen La Zarza („Der Dornbusch“) im Tal von Catamayo gegründet, einem Ort, an dem sich heutzutage der Flughafen Catamayo befindet. Nach Malariaproblemen und einem schweren Erdbeben wurde Loja im Jahr 1548 an heutiger Stelle neu gegründet. Der Neugründer Don Alonso de Mercadillo kam aus Loja, Granada und gab der Stadt den Namen seiner Heimat. Somit kann Loja auf eine fast 500-jährige Geschichte zurückblicken. Loja war Ausgangspunkt zahlreicher Expeditionen der spanischen Besatzer, um das Gold der Region Zaruma und Nambija im Süden Ecuadors zu plündern und war als Befestigung gegen den Widerstand der lokalen Bevölkerung geplant. Hierdurch wurde Loja zur Gründungszeit eine einflussreiche Stadt, die mit Quito und Guayaquil in ihrer Bedeutung mithalten konnte und eine wichtige Handelsachse für die Kolonisatoren darstellte. Im Juli 1802 besuchte Alexander von Humboldt auf seiner Amerikareise Loja und studierte hier die regionale Gattung der sogenannten Chinarindenbäume. Am 18. November 1820 erklärte Loja seine Unabhängigkeit von Spanien. Die koloniale Epoche spiegelt sich in den gut erhaltenen kleinen Gassen der Altstadt wider. Loja ist bemüht, die architektonischen Wurzeln der Kolonialzeit zu erhalten.
Seit 1862 ist Loja Sitz des römisch-katholischen Bistums Loja. Hauptkirche ist die Catedral de la Inmaculada Concepción.

## Municipio
Beim Zensus 2010 hatte das 285,7 km² große Municipio Loja 180.617 Einwohner. Es umfasst folgende sechs Parroquias urbanas:

### Carigán
Die Parroquia Carigán (⊙) liegt im Nordwesten des Stadtgebietes westlich des Río Zamora. Sie umfasst eine Fläche von 1426 ha. Zu dem Verwaltungsgebiet gehören folgende Barrios: Pitas, La Banda, Motupe, Sauces Norte, Zalapa und Carigán.

### El Sagrario
Die Parroquia El Sagrario (⊙) liegt zentral in Loja am Zusammenfluss von Río Zamora und Río Malacatos. Sie umfasst eine Fläche von 391 ha. Sie umfasst folgende Barrios: Barrio Central, Santo Domingo, 18 de Noviembre, Juán de Salinas, 24 de Mayo, Orillas del Zamora, Perpetuo Socorro und Ramón Pinto.

### El Valle
Die Parroquia El Valle (⊙) liegt am rechten Flussufer des Río Zamora unterhalb der Einmündung des Río Malacatos. Sie ist 726 ha groß. Zur Parroquia gehören folgende Barrios: San Juan de El Valle, Las Palmas, San Cayetano, Santiago Fernández, Jipiro, La Inmaculada, La Estancia, Chingulanchi, La Paz und Amable María.

### Punzara
Die Parroquia Punzara (⊙) liegt im Südwesten von Loja. Sie hat eine Fläche von 1052 ha. Zur Parroquia gehören folgende Barrios: La Argelia, San Isidro, Héroes del Cenepa, Sol de los Andes, Santa Teresita, Daniel Álvarez, Tebaida, Isidro Ayora, San Pedro, Colinas Lojanas, Ciudad Alegría und Juan José Castillo.

### San Sebastián
Die Parroquia San Sebastián (⊙) ist 360 ha groß. Sie liegt im Südosten von Loja. Die Barrios Máximo Agustín Rodríguez, Pucará, Pradera, Yaguarcuna, Los Geranios, El Rosal, Capulí und Zamora Huayco liegen in der Parroquia San Sebastián.

### Sucre
Die Parroquia Sucre (⊙) hat eine Fläche von 1259 ha. Sie umfasst die Barrios Gran Colombia, San José, San Vicente, Capulí Loma, El Pedestal, Clodoveo, Turunuma, Belén, Plateado, Borja, Obrapía, Menfis, Chotacruz, Bolonia, Eucaliptos, Tierras Coloradas, Céli Román, Alborada und Miraflores.

## Bildung und Kultur

### Hochschulen und Universitäten
In Loja ist sowohl die Universidad Nacional de Loja als auch die Universidad Técnica Particular de Loja beheimatet. Neben der Universidad Nacional befindet sich der botanische Garten der Stadt auf vier Hektar mit Pflanzen der Regionen Loja, El Oro und Zamora/Chinchipe.

### Kultur, Museen und typisches Essen
Direkt an der zentralen Plaza Lojas befindet sich das Museo del Banco Central, in dem es Ausstellungsstücke zur regionalen Archäologie, Natur der Region, der kolonialen Stadtgeschichte sowie wichtigen Personen der Stadt und regionale Kunst und Kunsthandwerk zu sehen gibt.
In einem Konvent aus dem 17. Jahrhundert befindet sich das Museo de Madres Conceptas. Außerdem gibt es das 2004 eingeweihte archäologische Museum mit vielen präkolumbianischen Artefakten, unter anderem der Valdivia-Kultur. Ein Musik-Museum wurde ebenfalls 2004 eingeweiht und befindet sich im historischen Zentrum der Stadt. Hier sind Ausstellungen zu regionalen Musikern und Komponisten neben über 7000 Partituren und Instrumenten aus 200 Jahren Musikgeschichte zu sehen. Direkt im Regierungsgebäude der Provinzialregierung befindet sich ein Museum zu Ehren von Matilde Hidalgo, der ersten Frau, die in Ecuador ein Medizinstudium aufnahm und abschloss und erste Frau Ecuadors, die in ein Parlament gewählt wurde.
Typisches Essen der Region sind neben Meerschweinchen vom Grill und fritada, einem Gericht mit Schweinefleisch auch tamales und humitas aus Maismehl.
Neben der zentralen Kathedrale der Stadt gibt es die Kirchen San Francisco, San Sebastian und Santo Domingo im historischen Zentrum. Die „Calle Lourdes“ ist die am besten erhaltene historische kleine Straße mit zahlreichen bunt gemalten Häusern.

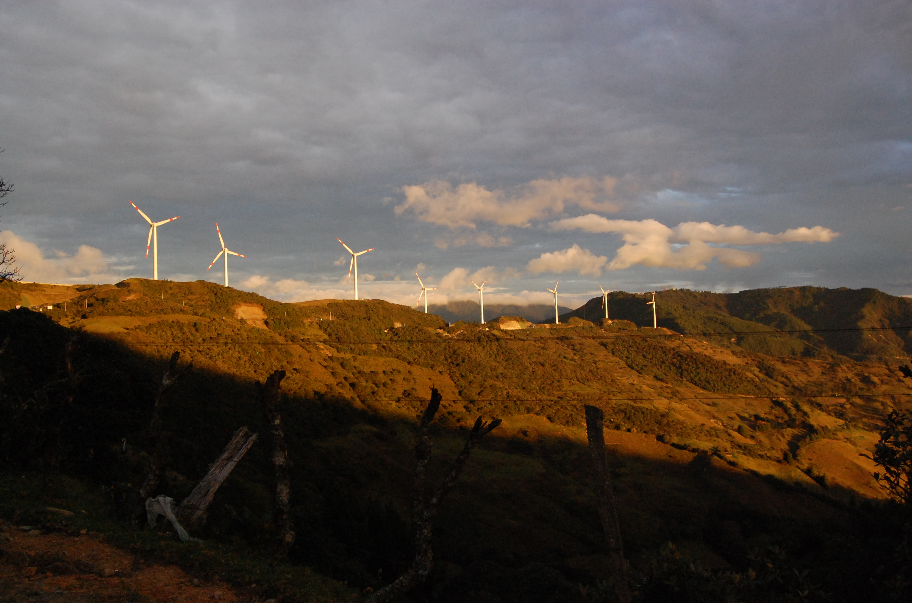
Erste Windkraftanlage Ecuadors bei Loja

## Infrastruktur und Verkehr
Die erste Windkraftanlage Ecuadors mit 11 Generatoren und einer Gesamtleistung von 60 Mio. kWh im Jahr liegt etwas außerhalb der Stadt in Villonaco. Ein Informationszentrum bietet den Besuchern Einblicke in Konstruktion und Funktionsweise der Anlage.
Etwa 18 km westlich der Stadt befindet sich der Flughafen Catamayo.

## Söhne und Töchter der Stadt
- María Paulina Aguirre (* 1958), Juristin
- Benjamín Carrión (1898–1979), Schriftsteller, Politiker, Diplomat und Universitätsdozent
- Ramiro Alejandro Herrera Herrera (* 1963), römisch-katholischer Geistlicher, Weihbischof in Portoviejo
- Matilde Hidalgo (1889–1974), Ärztin, Politikerin, Frauenrechtlerin
- Diego Luzuriaga (* 1955), Komponist
- Jamil Mahuad (* 1949), Präsident Ecuadors 1998–2000
- Pablo Palacio (1906–1947), Schriftsteller